# تعدين في قاع البحر

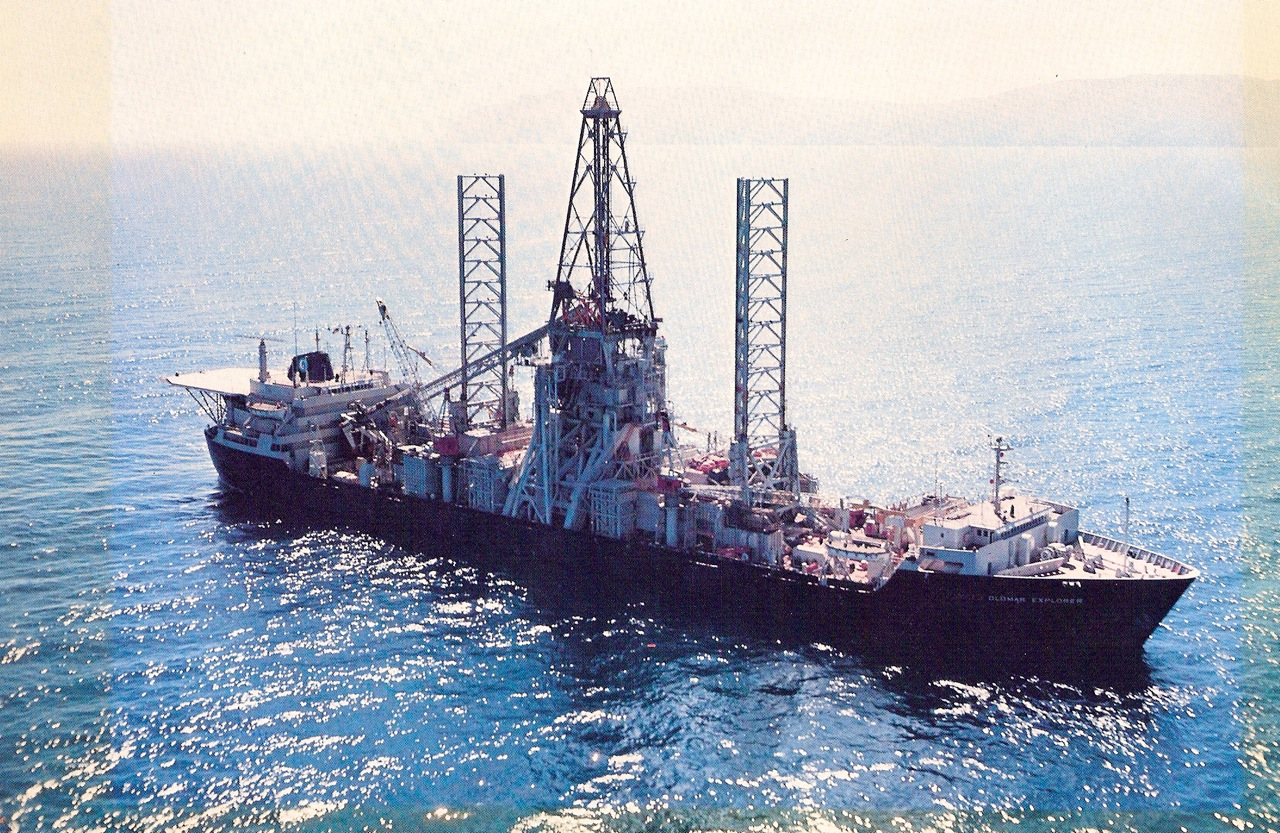

التعدين في قاع البحر هو عملية استرجاع معدني تحدث في قاع المحيط. تكون مواقع التعدين في المحيط عادةً حول مناطق كبيرة من الكرات متعددة المعادن أو المنافس المائية الحرارية الفعالة المندثرة بعمق 1,400 وحتى 3,700 متر (4,600 وحتى 12,100 قدم) تحت سطح المحيط. تكوّن المنافس رواسب كبريتيد ضخمة أو كروية تحتوي معادن ثمينة مثل الفضة، والذهب، والنحاس، والمنغنيز، والكوبالت، والزنك. تُعدَّن الرواسب إما باستخدام مضخات هيدروليكية أو باستخدام أنظمة رفع بالدلو تأخذ الفلز إلى السطح حتى يُعالَج. كما في كل عمليات التعدين، يثير التعدين في قاع البحر أسئلة تتعلق بتأثيره البيئي المحتمل. تجادل المجموعات المناصرة للبيئة مثل «السلام الأخضر» و«حملة التعدين في قاع البحر» بأنه لا يجب أن يُسمح به في معظم محيطات العالم بسبب الضرر المحتمل على الأنظمة الحيوية الموجودة في قاع البحر والتلوث بالمعادن الثقيلة.

## لمحة تاريخية
في ستينيات القرن العشرين، ذكر كتاب موارد البحر المعدنية لـ جاي. إل. ميرو إمكانية التعدين في قاع البحر. زعم الكتاب أنه يمكن إيجاد كميات غير منتهية من الكوبالت، والنيكل، والمعادن الأخرى عبر محيطات الكوكب. صرّح ميرو بأن هذه المعادن توجد في رواسب كرات المنغنيز التي تبدو ككتل من الأزهار المضغوطة على أرض البحر بعمق 5,000 متر تقريبًا. أرسلت بعض الدول، بما فيها فرنسا وألمانيا والولايات المتحدة، سفنًا بحثية من أجل البحث عن الرواسب الكروية. تبيّن أن التقديرات الأولية لصلاحية التعدين في قاع البحر مبالغ بها كثيرًا. أدت هذه التقديرات المفرطة مع أسعار المعدن المنخفضة إلى هجر تعدين الكرات بحلول عام 1982. منذ ستينيات القرن العشرين وحتى عام 1984، أُرسل ما يقدر بنحو 650 مليون دولار أمريكي في هذه المغامرة، وعاد قسم قليل منها فقط أو لم تعد قط.
خلال العقد الأخير، بدأت مرحلة جديدة من التعدين في قاع البحر. دفعت زيادة الطلب على المعادن الثمينة في اليابان، والصين، وكوريا، والهند، هذه البلدانَ إلى البحث عن مصادر جديدة. انتقل الاهتمام مؤخرًا نحو المنافس المائية الحرارية مصدرًا للمعادن عوضًا عن الكرات المتناثرة. أدى الميل للتحول نحو المعلومات المعتمدة على الكهرباء والبنية التحتية للنقل المُشاهَد حاليًا في المجتمعات الغربية إلى زيادة الطلب على المعادن الثمينة. إن الاهتمام الحالي المنتعش بتعدين كرات الفوسفات في قاع البحر والناشئ من الأسمدة الصنعية المعتمدة على الفوسفات ذو أهمية بالغة من أجل إنتاج الغذاء في العالم. تؤدي زيادة عدد سكان العالم إلى زيادة الحاجة إلى أسمدة صنعية أو تعاون أكبر مع الأنظمة العضوية ضمن البنية التحتية الزراعية.
في الوقت الحالي، وُجد أفضل موقع محتمل للتعدين في قاع البحر، مشروع سولارا 1، في المياه خارج بابوا غينيا الجديدة، وهو مورد ذهب ونحاس عالي الجودة وأول مورد كبريتيد ضخم في قاع البحر. يقع مشروع سولارا 1 على عمق 1600 متر في بحر بيسمارك في إقليم أيرلندا الجديدة. باستخدام المركبات التي تعمل عن بعد تحت الماء (آر أو في) والتي طورّتها شركة سويل ماشين دايناميكس في المملكة المتحدة، تُعد شركة ناوتيلوس للمعادن أول شركة من نوعها تعلن خططًا لبدء التنقيب تحت البحر عن الرواسب المعدنية على نطاق كامل. على أي حال، أخّر الخلاف في حكومة بابوا غينيا الجديدة الإنتاج، وكان من المقرر أن تبدأ عملياتها التجارية في بداية عام 2018.
نفذت اليابان في الفترة أغسطس–سبتمبر عام 2017 أول تعدين كبير النطاق في العالم للرواسب المعدنية في منفس مائي حراري. نفّذت هذه العمليةَ شركة الغاز والنفط والمعادن الوطنية اليابانية باستخدام سفينة هاكوري البحثية. نُفِّذ التعدين في حقل تنفيس «حفرة/مرجل إزينا» ضمن الحوض الخلفي النشط من الناحية المائية الحرارية الذي يُعرف باسم منخفض أوكيناوا المحتوي على 15 حقل تنفيس مؤكَّد وفقًا لقاعدة بيانات إنتر ريدج فينتس.